# 吉川金次
吉川 金次（よしかわ きんじ、1912年（明治45年） - 1996年（平成8年））は、日本の俳人。鋸職人、日本の鋸研究家。第十四回文化人間賞受賞。栃木県出身。

## 経歴
1912年に栃木県塩谷郡氏家町（現在のさくら市）で生まれる。実家は鋸鍛冶をしており、金次も氏家尋常高等小学校高等科卒業後は、東京に出て鋸の目立て（すり減った鋸やヤスリなどの目を鋭くする）業を営むようになった。また狂言師の野村万蔵に師事し、能面彫刻なども手がけている。
かつて氏家を訪れた河東碧梧桐の影響もあり、1936年に碧梧桐去って以降の中塚一碧楼が主宰する『海紅』の同人となり、自由律俳句を詠むようになる。金次の自由律は層雲出身で後に新俳句人連盟を立ち上げる栗林一石路や橋本夢道のようなプロレタリア俳句が多く、碧門の多い海紅では異色の作風であり、一碧楼にとっても異質な「愛弟子」であった。また一石路や夢道と同様、思想犯として特高に連行され、その時に拷問で耳を潰されている。そのため生涯、補聴器を欠かせなかった。
晩年は日本の鋸研究の第一人者としても活動。1977年、多岐にわたる創作活動を讃えられ、山岡荘八会長（当時）の東京作家クラブから第十四回文化人間賞が贈られた。1996年、84歳で没。

## 日本の鋸研究
吉川金次が注目されたのは俳人として以上に晩年の鋸研究家としてであった。1961年（昭和36年）に東京国立博物館で和泉黄金塚古墳から発見された、日本最古とされた鋸（両歯）と同じ鋸を作成して見せ、さらに野中アリ山古墳や、その後、ウワナベ古墳から発見された片歯の鋸の出土から、片歯の鋸こそが日本最古の鋸との見解を示した。この土器ではなく道具による考古学アプローチは『日本の鋸』として出版された。その後も日本の歴史における鋸の数々を研究発表、また収集し、そのコレクションの数々や研究業績は故郷である旧氏家町のさくら市ミュージアムで観ることができる。

## 句集・著作
- 『せきれい集』（1947年）
- 『かわはぜ』（1958年）
- 『日本の鋸』私家版（1966年）
- 『氏家町の俳句史』私家版（1972年）
- 『鋸　ものと人間の文化史』法政大学出版局（1976年）
- 『斧・鑿・鉋　ものと人間の文化史』法政大学出版局（1984年）
- 『のこぎり一代　昭和を生きた職人の記録』農山漁村文化協会（1989年）
- 『鍛冶道具考　実験考古学ノート』平凡社 神奈川大学日本常民文化叢書（1991年）